# Fredrik Idestam
Knut Fredrik Idestam (Tyrväntö, 28 ottobre 1838 – Helsinki, 8 aprile 1916) è stato un ingegnere e imprenditore finlandese, meglio conosciuto per essere stato il fondatore della Nokia.

## Biografia
Nel maggio 1865 Idestam ottenne il permesso di costruire una cartiera che fu fondata a Tampere, in Finlandia. Il mulino cominciò ad operare nel 1866. Nel 1871 insieme Leo Mechelin, dopo aver fondato la Nokia Ltd., trasferirono le operazioni della società nella città di Nokia, in Finlandia, dalla cui gestione si ritirò nel 1896.